# 福良伴昭
福良 伴昭（ふくら ともあき、1963年1月1日 - ）は、日本のプログラマ・実業家。
ジャストシステムの二代目代表取締役社長を務めた。
徳島県勝浦郡勝浦町出身。徳島大学歯学部中退。

## 経歴
徳島大学歯学部在学中の1983年、ジャストシステムでアルバイトをしていた友人に誘われ会社に出入りするようになる。
当時オフコンが主力商品であった同社で、6月に大学に籍をおいたままジャストシステムに入社し、アルバイトの身分ながら主力プログラマの一人として活躍。日本語ワープロの新規開発に携わり、NECのPC-100用のワープロソフトコンペで採用される。
『一太郎』の前身に当たる『JS-WORD』の開発ではメインプログラマを務めた。
その後、社長の浮川和宣が勝浦の両親を説得して大学を中退（集落で初の歯科医になる予定であった）、『一太郎』『花子』等のビジネスアプリケーション開発に携わった。
1995年6月に同社常務取締役に就任。2003年4月からビジネスアプリケーション製品開発部部長を兼任した。
その後2009年4月にジャストシステムが経営不振によりキーエンスの傘下に入った関係から、同年6月にジャストシステムの創業者である浮川が社長を退任したため、後任として代表取締役社長に就任した。2016年3月に社長を退任し、同年6月に退社。

## 略歴
- 1983年6月 ジャストシステム入社。
- 1986年6月 同社取締役に就任。
- 1995年6月 同社常務取締役に就任。
- 1998年3月 常務を外れ取締役に降格。
- 1999年6月 常務取締役に復帰。
- 2003年4月 ビジネスアプリケーション製品開発部部長兼任。
- 2009年6月 ジャストシステム社長に就任。
- 2016年3月 同社社長を退任、取締役となる。
- 2016年6月 ジャストシステムを退社。